# Erika Jayne

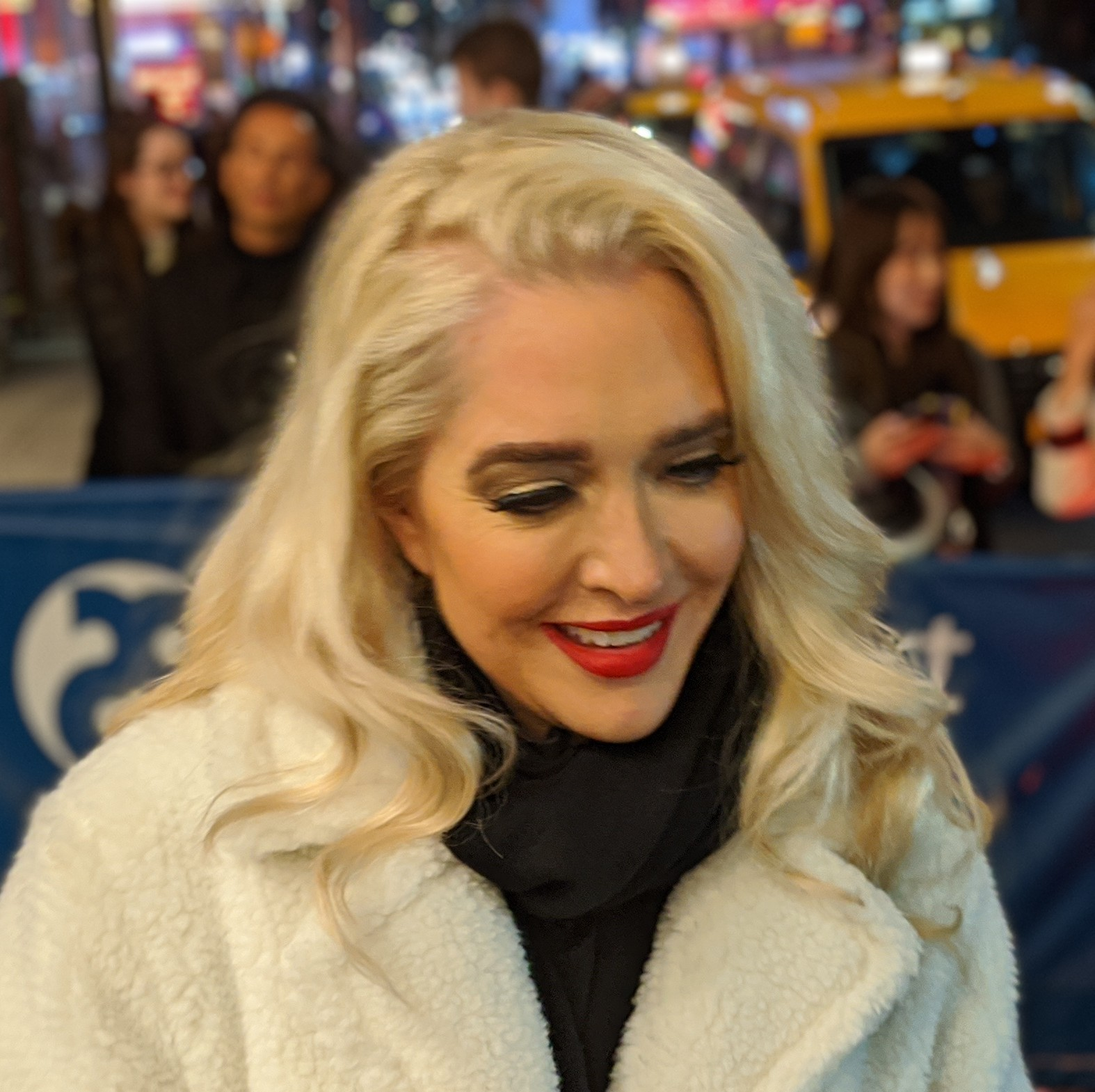
Erika Jayne, 2020

Erika Girardi (* 10. Juli 1971 in Atlanta als Erika Chahoy), bekannt unter ihrem Künstlernamen Erika Jayne, ist eine US-amerikanische Sängerin im Genre Dance/Vocal House und TV-Persönlichkeit.

## Leben
Erika Jayne wuchs in Atlanta auf. Sie besuchte die North Atlanta High School for the Performing Arts, in der sie ihre Leidenschaft für das Singen entdeckte. Sie heiratete früh und wurde in dieser Ehe Mutter eines Sohnes. Die Ehe scheiterte jedoch. Als sie als Kellnerin in Las Vegas arbeitete, lernte sie den Rechtsanwalt Thomas Girardi (* 1939) kennen. 2020 trennte sich Jayne von Girardi, nachdem dieser rund 15 Millionen US-Dollar, die verschiedenen Klienten zustanden, veruntreut hatte. 
Bis Januar 2016 verheimlichte Jayne ihr wahres Alter, indem sie gegenüber den Medien 1986 als Geburtsjahr angab.

### 2007–2009
Mit der Debütsingle Rollercoaster erreichte Jayne 2007 Platz 1 in den Hot Dance Club Charts. Der Song erschien bei Pretty Mess Records, bei welchem es sich um Jaynes eigenen Plattenlabel handelt. So wolle sie, laut eigenen Aussagen, unabhängig sein und arbeite ebenfalls mit verschiedenen Produzenten zusammen. Die zweite Single Stars, welche 2008 erschien, wurde zu Jaynes zweiten Nummer-eins-Hit. Ihre dritte Single Give You Everything wurde ihr dritter Nummer-eins-Hit und war die Lead-Single ihres Debütalbums Pretty Mess, welches 2009 erschien. Dieses Album war durch die 90er-Clubmusik geprägt.

### 2010–2012
2010 veröffentlichte Jayne mit den Singles Pretty Mess und One Hot Pleasure zwei weitere Singleauskopplungen aus ihrem Debütalbum. Beide Singles erreichten die Spitzenposition. 2011 veröffentlichte Jayne mit Party People ihre sechste Single, welche ihr sechster Nummer-eins-Hit wurde. Die Single war ebenfalls die erste Single, welche nicht auf Jaynes Debütalbum Pretty Mess enthalten war.
2012 war Jayne auf dem Cover des Billboard Magazins zu sehen. Des Weiteren tourte Jayne durch diverse Clubs in den USA und kündigte mit United eine Single an, welche nie erschienen ist. United sollte die erste Auskopplung ihres zweiten Albums Glitz, Glamour & Fun sein, doch auch das Album wurde von Jayne immer wieder verschoben und ist ebenfalls nicht erschienen.

### 2013–2015
Nachdem sie 2012 auf Tournee war, kehrte sie 2013 mit der Single Get It Tonight zurück, zu der auch der US-Rapper Flo Rida beisteuerte. Get It Tonight unterbrach aber Jaynes Erfolgsgeschichte, denn die Single erreichte nur Platz 30 in den US-Dance Charts.
Im August 2014 kehrte Jayne nach einer längeren Pause wieder in das Musikbusiness zurück. Mit ihrer achten Single Painkillr schaffte Jayne auch das kommerzielle Comeback. So erreichte der Song zum siebten Mal die Spitzenposition. Anlässlich des Starts ihrer neuen Tournee You Make Me Wanna Dance veröffentlichte sie den gleichnamigen Song als Single, diese erreichte allerdings nicht die US-Dance Charts. 2014 war Jayne das zweite Mal auf dem Cover des Billboard Magazins.
Anfang 2015 veröffentlichte Jayne die Single Crazy, mit der Jayne zum achten Mal die Spitzenposition der US-Dance Charts erreichen konnte. Des Weiteren spielte Jayne, unter ihren verheirateten Namen Erika Girardi, in der sechsten Staffel der Doku-Soup The Real Housewives of Beverly Hills mit, welche ab Dezember 2015 ausgestrahlt wurde.

### Seit 2016
Im April 2016 veröffentlichte Jayne mit How Many F***s? ihre elfte Single. Die Single wurde ihr neunter Nummer-eins-Hit. Des Weiteren tourte Jayne durch die USA.
Neben ihrer Tätigkeit als Sängerin förderte Jayne auch ihre Schauspielkarriere. Neben ihrer Teilnahme in der siebten Staffel von The Real Housewives of Beverly Hills, war Jayne auch in anderen Produktionen, wie unter anderem Shark Attack. Im Dezember 2016 war Jayne ebenfalls in der Daily Soap The Young & The Restless zu sehen. 2017 kehrte sie noch einmal zu der Serie zurück.
Mitte Februar 2017 veröffentlichte Jayne mit XXPEN$IVE ihre zwölfte Single. Die Single erreichte nicht die Charts, wurde allerdings für verschiedene TV-Sendungen benutzt. Im selben Jahr nahm Jayne an Dancing with the Stars teil, dort erreichte sie den neunten Platz. Es folgten weitere TV-Auftritte unter anderem beim LipSynch-Battle mit Christina Aguilera und in der achten Staffel von The Real Housewives of Beverly Hills.
Anfang März 2018 veröffentlichte Jayne mit Pretty Mess ihre erste Autobiografie. Das Buch war kommerziell erfolgreich und erreichte Platz 9 in den Bestsellerlisten der New York Times. Im April 2018 erschien ihre 13. Single Cars, mit der Jayne einen Ausflug ins R&B-Genre unternahm. Im September 2019 erschien mit Drip die 14. Single, unterstützt wurde sie hier durch die Rapperin Brooke Candy.
Im September 2023 erschien nach vierjähriger Pause mit Drip Drop die 15. Single von Jayne. Von August bis Dezember 2023 trat Jayne in Las Vegas auf. Die Show erhielt herausragende Kritiken. Im Februar 2024 erschien die Doku „Bet It All On Blonde“. Zeitgleich mit dem Erscheinen der Doku veröffentlichte Jayne die Single „Bounce“. Im Juni des gleichen Jahres veröffentlichte sie die Single „Dominos“.
Von März bis April 2025 nahm Jayne als Yorkie an der 13. Staffel der US-amerikanischen Version von The Masked Singer teil, in der sie den siebten Platz erreichte.

## Diskografie
Alben
- Pretty Mess (2009)

Singles
| Jahr | Titel                           | Chartplatzierung | Anmerkungen                                                   |
| Jahr | Titel                           | US Dance         | Anmerkungen                                                   |
| ---- | ------------------------------- | ---------------- | ------------------------------------------------------------- |
| 2007 | Rollercoaster Pretty Mess       | 1                | Erstveröffentlichung: 1. Januar 2007                          |
| 2008 | Stars Pretty Mess               | 1                | Erstveröffentlichung: 4. Januar 2008                          |
| 2009 | Give You Everything Pretty Mess | 1                | Erstveröffentlichung: 21. April 2009                          |
| 2010 | Pretty Mess                     | 1                | Erstveröffentlichung: 27. April 2010                          |
| 2010 | One Hot Pleasure Pretty Mess    | 1                | Erstveröffentlichung: 16. November 2010                       |
| 2011 | Party People (Ignite the World) | 1                | Erstveröffentlichung: 22. November 2011                       |
| 2013 | Get It Tonight                  | 30               | Erstveröffentlichung: 28. Mai 2013 (feat. Flo Rida)           |
| 2014 | Painkillr                       | 1                | Erstveröffentlichung: 25. August 2014                         |
| 2014 | You Make Me Wanna Dance         | –                | Erstveröffentlichung: 14. Oktober 2014                        |
| 2015 | Crazy                           | 1                | Erstveröffentlichung: 15. Februar 2015                        |
| 2016 | How Many F***s?                 | 1                | Erstveröffentlichung: 19. April 2016                          |
| 2017 | XXPEN$IVE                       | –                | Erstveröffentlichung: 14. Februar 2017                        |
| 2018 | Cars                            | –                | Erstveröffentlichung: 10. April 2018                          |
| 2019 | Drip                            | –                | Erstveröffentlichung: 10. September 2019 (feat. Brooke Candy) |
| 2023 | Drip Drop                       | –                | Erstveröffentlichung: 8. September 2023                       |
| 2024 | Bounce                          | –                | Erstveröffentlichung: 8. März 2024                            |
| 2024 | Dominos                         | –                | Erstveröffentlichung: 7. Juni 2024                            |

## Filmografie

### Als Schauspielerin
- 1990–1991: Law & Order (Fernsehserie, 2 Folgen)
- 1992: Fly by Night
- 1995: Alchemy (Fernsehfilm)
- 1996: Lowball
- 1997: High Incident – Die Cops von El Camino (High Incident, Fernsehserie, 1 Folge)
- 2016: Sharknado 4 (Sharknado: The 4th Awakens, Fernsehfilm)
- 2016–2018: Schatten der Leidenschaft (The Young & The Restless, Seifenoper, 4 Folgen)
- 2021: The Prince (Stimme im Original, Fernsehserie, 1 Folge)

### Reality-Shows
- seit 2015: The Real Housewives Of Beverly Hills (seit Staffel 6)
- 2017: Dancing with the Stars (Tanzshow, 9. Platz)
- 2018: Lip Sync Battle (1 Folge)
- 2025: The Masked Singer (Musikshow, Teilnehmerin Staffel 13, 7. Platz)

## Bücher
- 2018: Pretty Mess (Platz 9 in NYT Bestsellerliste)